# Clube de Regatas do Flamengo (basquetbol)
El Flamengo Basquete és la secció de basquetbol del club Clube de Regatas do Flamengo de la ciutat de Rio de Janeiro.
El seu primer campionat el guanyà el 1919, fet que repetí durant la dècada de 1930. És un dels clubs més exitosos del basquetbol brasiler, fins al 2017 ha guanyat sis campionats nacionals, a més de la Lliga Sud-americana i la Copa Intercontinental.

## Palmarès

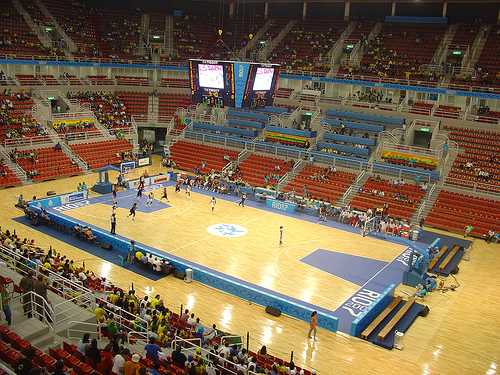
HSBC Arena.

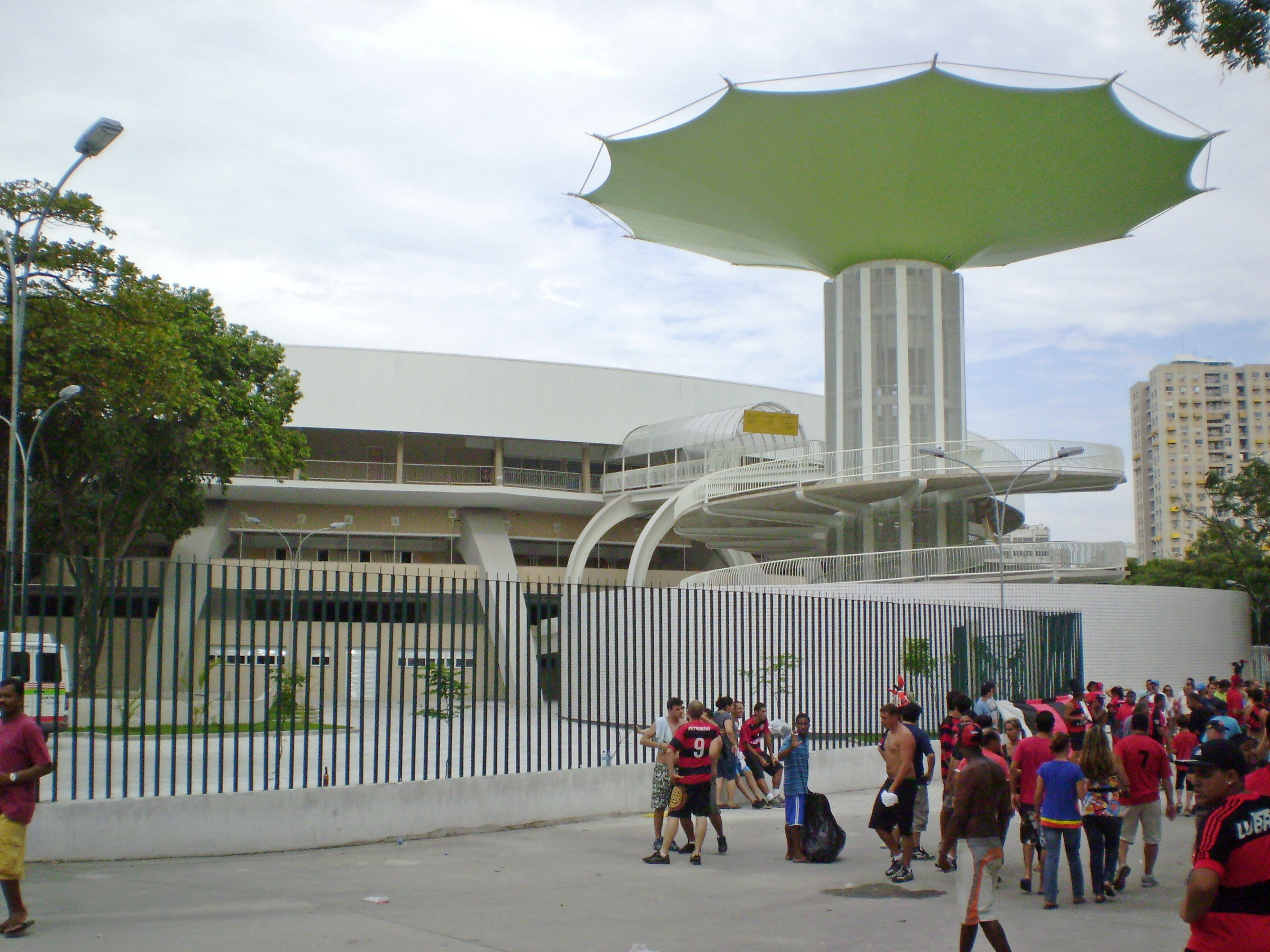
Maracanãzinho.

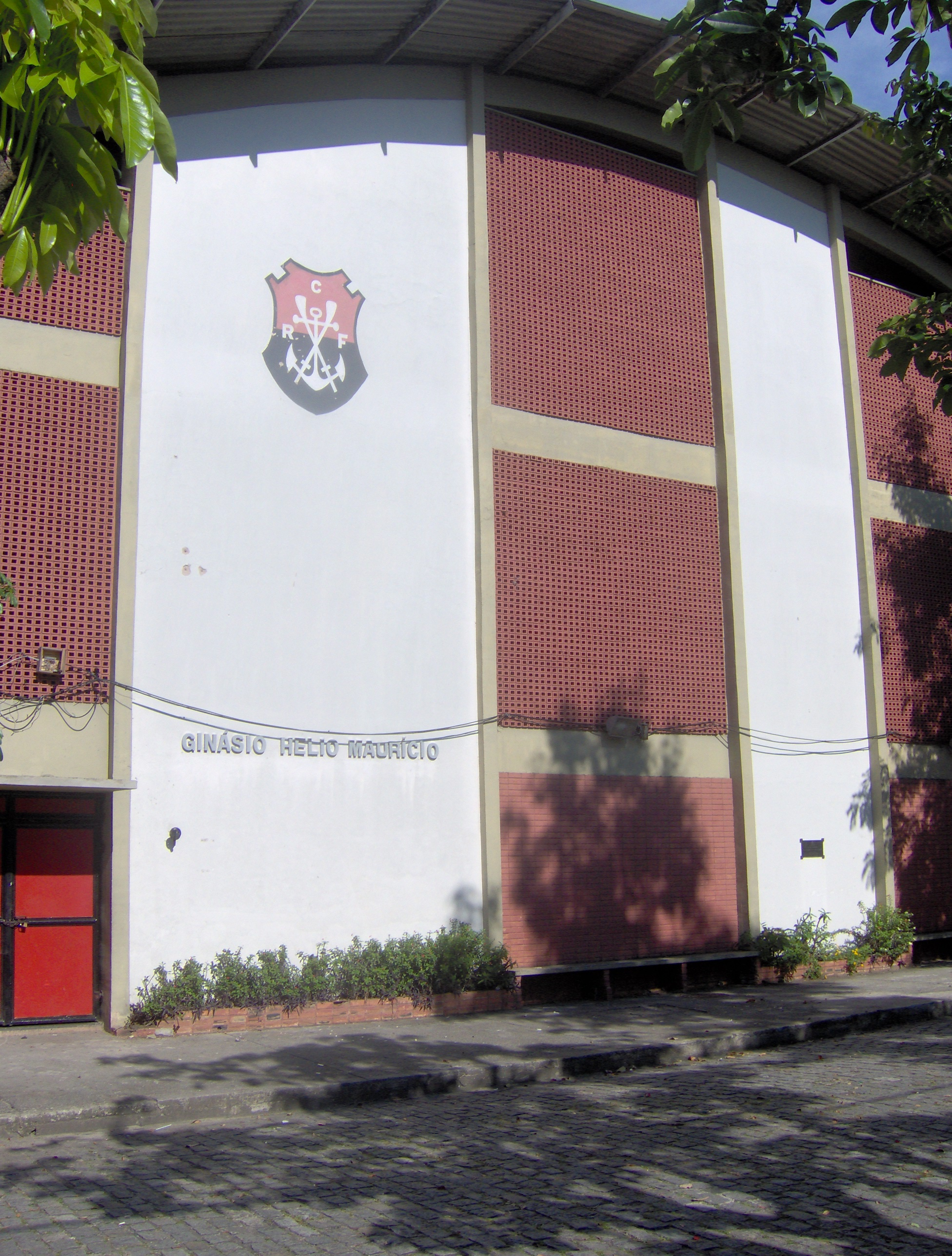
Pavelló Hélio Maurício

### Bàsquet masculí
- Copa Intercontinental de la FIBA: 
  - 2014
- Lliga de les Amèriques de la FIBA:
  - 2014
- Lliga sud-americana de bàsquet:
  - 2009 (I)
- Campionat sud-americà de clubs de bàsquet:
  - 1953
- Campionat brasiler de bàsquet: 
  - 2008, 2009, 2013, 2014, 2015, 2016
- Campionat de Rio de Janeiro: 
  - 1919, 1932, 1933, 1934, 1935, 1948, 1949, 1951, 1952, 1953, 1954, 1955, 1956, 1957, 1958, 1959, 1960, 1962, 1964, 1975, 1977, 1982, 1984, 1985, 1986, 1990, 1994, 1995, 1996, 1998, 1999, 2002, 2005, 2006, 2007, 2008, 2009, 2010, 2011, 2012, 2013, 2014, 2015, 2016
- Campionat Ciutat de Rio de Janeiro: 
  - 1919, 1932
- Campionat de Rio-São Paulo: 
  - 1920

### Bàsquet femení
- Torneig Chiclayo: 1966
- Torneig Lima: 1966
- Torneig Valladolid: 2001
- Torneig Piracicaba International Star: 1967, 1968
- Campionat de Rio de Janeiro de bàsquet: 1954, 1964, 1965
- Copa FBERJ: 1997
- Copa Eugenie Borer: 1997